# Залізничний транспорт Німеччини
Залізничний транспорт Німеччини — одна з найбільших залізничних мереж Європи. Німеччина є членом Міжнародного союзу залізниць. Залізничний транспорт Німеччини забезпечує приміські, міжміські, вантажні перевезення, покриваючи розгалуженою та густою мережею всю територію держави. Станом на 2015 рік складається з понад 41 000 км зілзничних шляхів, з яких близько 20 000 км є електрифікованими та близько 18 200 км є двохпутніми. Головними залізничними вузлами в країні є Гамбург, Кельн, Берлін, Франкфурт-на-Майні, Лейпциг, Мюнхен.

## Структура
Майже вся інфраструктура залізниці у Німеччині належать державній компанії «Deutsche Bahn». Компанія «Deutsche Bahn» також забезпеченує перевезення та супутній сервіс. Перевезення також здійснюють приватні компанії: «NordWest Bahn», «Metronom Eisenbahngesellschaft», «National Express Holding».
Компанія «Deutsche Bahn» складається з декількох незалежних структурних підрозділів.

### Пасажирські перевезення «Deutsche Bahn»
До групи з пасажирських перевезень входять такі дочірні підприємства:
- DB Bahn Fernverkehr — група підприємств, які здійснюють пасажирські перевезення поїздами далекого сполучення (InterCity, EuroCity), швидкісними поїздами (Intercity-Express) та нічними поїздами (CityNightLine)[3];
- DB Bahn Regio — група підприємств, які здійснюють регіональні, приміські та автобусні пасажирські перевезення (RE, RB, S-Bahn)[4];
- DB Arriva — регіональні пасажирські перевезення поза межами Німеччини[5].

### Транспорт та логістика «Deutsche Bahn»
До групи транспорту та логістики входять дочірні підприємства, які здійснюють вантажні перевезення залізничним та іншими видами транспорту:
- DB Schenker Rail — вантажні перевезення залізничним транспортом[6];
- DB Schenker Logistics — логістика та комбіновані перевезення (залізничним, автомобільним, морським, річковим та повітряним транспортом)[7].

### Інфраструктура «Deutsche Bahn»
До групи інфраструктури входять дочірні підприємства, які обслуговують залізничну інфраструктуру:
- DB Netze Fahrweg — група підприємств, які обслуговують рейкову інфраструктуру залізниць[8];
- DB Netze Personenbahnhöfe — група підприємств, які обслуговують вокзали[9];
- DB Netze Energie — група підприємств, які відповідають за енергозабезпечення залізниць (електроенергією та паливом)[10].

### Послуги «Deutsche Bahn»
Підприємства з групи послуг відповідають за обслуговування рухомого складу, телекомунікації та комп'ютерну техніку, обслуговування службової техніки, обслуговування нерухомості та безпеку:
- DB Dienstleistungen[11].

## Історія

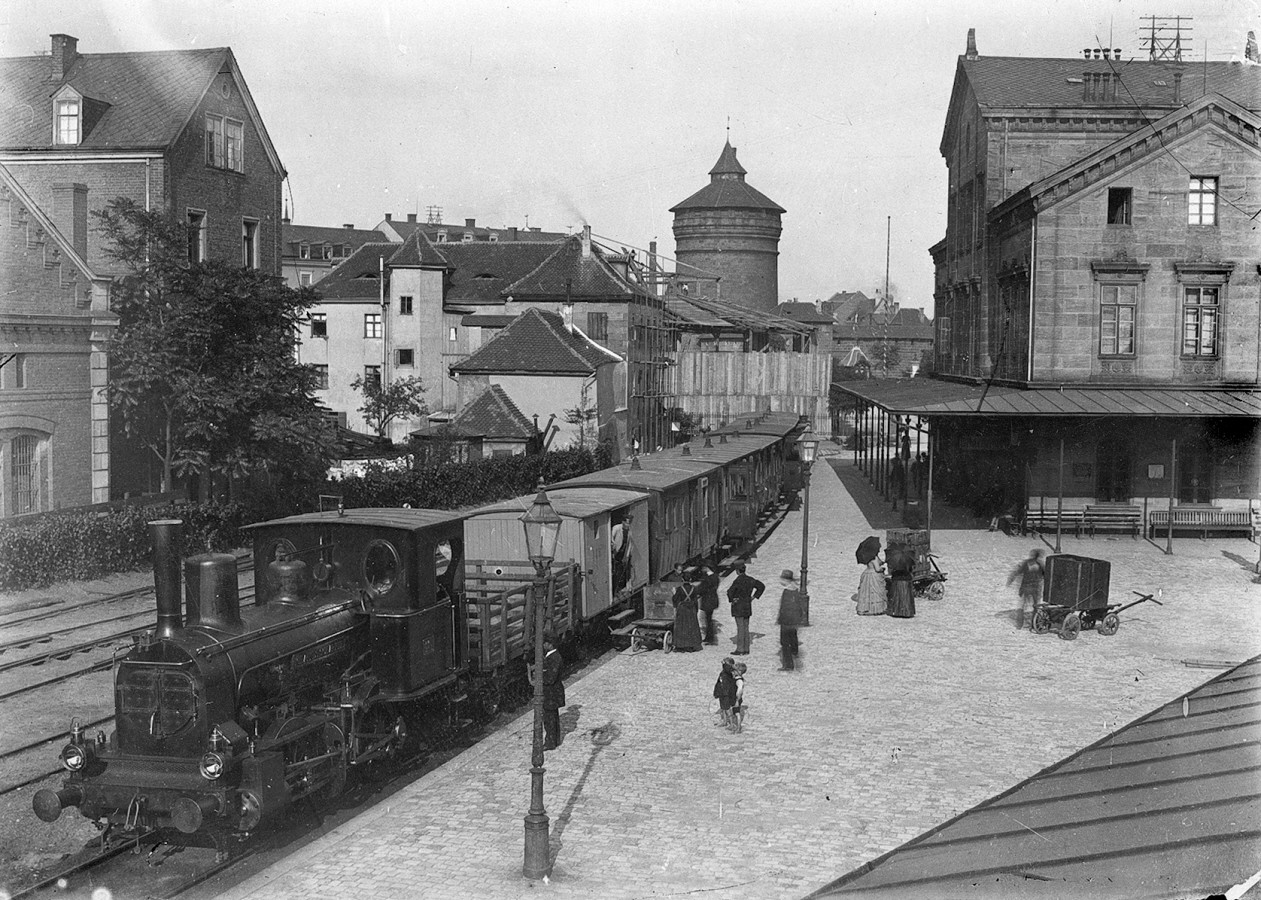
Потяг Людвіґської залізниці у Нюрнберґу. (1870)

Історію залізничного транспорту Німеччини починаєтьс з XVI століття. Офіційно ж історія сучасної німецької залізниці розпочалася з відкриттям у Баварії парової Людвіґської залізниці між містами Нюрнберґом та Фюртом 7 грудня 1835 року. Потяг курсував між Нюрнберґом та Фюртом два рази на день, перевозячи як пасажирів, так і вантажі.